# Атанас Вапцаров
Атанас Стефанов Вапцаров е български офицер, генерал-майор, участник в Сръбско-българската (1885), Балканската (1912 – 1913) и Междусъюзническата война (1913), командир на 15-и пехотен ломски полк (1915), на 2-ра бригада от 6-а пехотна бдинска дивизия (1915 – 1917) и на 1-ва бригада от 5-а пехотна дунавска дивизия (1917 – 1918) през Първата световна война (1915 – 1918).

## Биография
Атанас Вапцаров е роден на 20 септември 1867 г. в с. Жеравна, Котленско. На 4 септември 1883 г. постъпва във Военното на Негово Княжеско Височество училище, взема участие в Сръбско-българската война (1885) в редовете на 1-ви пехотен софийски полк, достига до звание младши портупей-юнкер, дипломира се 33-ти по успех от 163 офицери, на 27 април 1887 г. е произведен в чин подпоручик и зачислен в 8-и пехотен приморски полк. На 18 май 1890 г. е произведен в чин поручик, а през 1900 г. е назначен за ротен командир в същия полк.
На 2 август 1894 г. е произведен в чин капитан, а през 1905 г. в чин майор. През 1909 г. майор Вапцаров е назначен за командир на дружина в 23-ти пехотен шипченски полк. През 1911 е произведен в чин подполковник и назначен за началник на 24-то полково военно окръжие.
Подполковник Вапцаров взема участие в Балканската (1912 – 1913) и Междусъюзническата война (1913) като командир на дружина от 24-ти пехотен черноморски полк. На 22 септември 1914 г. е произведен в чин полковник.
По време на Първата световна война (1915 – 1918) полковник Вапцаров командва първоначално 15-и пехотен ломски полк (януари 1915 – 1915), след което 2-ра бригада от 6-а пехотна бдинска дивизия (1915 – 1917) и 1-ва бригада от 5-а пехотна дунавска дивизия (1917 – 1918). През 1918 г. е уволнен от служба.
Атанас Вапцаров е женен и има 3 деца Славка (р. 1897), Мара (р. 1908) и Пеша.
Умира на 17 юни 1935 г. и е погребан в централните софийски гробища. На 31 декември 1935 посмъртно е произведен в чин генерал-майор.

## Семейство
Атанас Вапцаров е женен и има 3 деца.

## Военни звания
- Подпоручик (27 април 1887)
- Поручик (18 май 1890)
- Капитан (2 август 1894)
- Майор (1905)
- Подполковник (1911)
- Полковник (22 септември 1914)
- Генерал-майор (31 декември 1935)